# Csík
Pour les articles homonymes, voir Csik.
Le comitat de Csík (Csík vármegye en hongrois, comitatul Ciuc en roumain, Komitat Tschik en allemand, comitatus Csikiensis en latin) est un ancien comitat du royaume de Hongrie, situé dans l'est de la Transylvanie. Son chef-lieu était la ville de Csíkszereda, de nos jours Miercurea Ciuc, dans le județ de Harghita, en Roumanie centrale.

## Géographie
Le comitat de Csík avait une superficie de 5 064 km2 pour une population de 145 720 habitants en 1910 (densité : 28,8 hab/km2). Situé dans les Carpates orientales (Monts Giurgiu et Ciucului), il avait un relief montagneux et était baigné par le cours supérieur de l'Olt et du Mureș.
Il était limité au nord-est et à l'est par le royaume de Roumanie, au sud par le comitat de Háromszék et à l'ouest par les comitats de Udvarhely et Maros-Torda.

## Histoire
Le comitat de Csík a été formé en 1876 à partir des trois enclaves sicules de Csíkszék, Gyergyószék et Kászonszék et il a existé jusqu'en 1920 où il a été donné à la Roumanie par le traité de Trianon. Il s'est alors appelé județ de Ciuc.
De 1940 à 1944, à la suite du deuxième arbitrage de Vienne, il a été annexé par la Hongrie. Dès la fin de la Seconde Guerre mondiale, il a réintégré la Roumanie.
En 1960, il a été intégré presque totalement dans le nouveau județ de Harghita. La partie nord-est a rejoint le județ de Neamț et quelques communes de l'est ont été intégrées au județ de Bacău.

## Subdivisions
Le comitat de Csík était composé de deux districts urbains et de cinq districts ruraux.
| District           | Chef-lieu          |
| ------------------ | ------------------ |
| Csíkszereda        | Csíkszereda        |
| Gyergyószentmiklós | Gyergyószentmiklós |

| District          | Chef-lieu          |
| ----------------- | ------------------ |
| Felcsík           | Csíkszereda        |
| Gyegyószentmiklós | Gyergyószentmiklós |
| Gyergyótölgyes    | Gyergyótölgyes     |
| Kászonalcsík      | Csíkszentmárton    |
| Szépvíz           | Szépvíz            |

## Démographie
En 1900, le comitat comptait 128 382 habitants dont 110 963 Hongrois (86,43 %), 15 936 Roumains (12,41 %) et 1 062 Allemands (0,83 %).
En 1910, le comitat comptait 145 720 habitants dont 125 888 Hongrois (86,39 %), 18 032 Roumains (12,37 %) et 1 080 Allemands (0,74 %).